# Deutsche Stiftung gegen Mangelernährung
Die Deutsche Stiftung gegen Krankheitsbedingte Mangelernährung (DSGME) ist eine rechtsfähige gemeinnützige Stiftung. Den Schwerpunkt ihrer Arbeit stellt die Früherkennung und die Therapie von mangelernährten Personen dar.

## Organisation
Die Stiftung, die ihren Sitz in Bonn hat, wurde am 31. März 2014 gegründet und am 3. April 2014 durch die Bezirksregierung Köln anerkannt. Für den ehrenamtlichen Vorstandsvorsitz wurden der Beauftragte für klinische Ernährung, Markus Masin, und der Jurist Till Zech berufen.

## Problematik
Trotz der großen Bedeutung der Mangelernährung in der klinischen Praxis spielt das Thema hierzulande und in der europäischen öffentlichen Debatte, ganz im Gegensatz zu Adipositas, nur eine sehr untergeordnete Rolle, oder es wird lediglich mit Hungersnöten in der Dritten Welt und Magersucht assoziiert. Die ernährungsmedizinische Betreuung mangelernährter Personen und bestimmter Risikogruppen für Mangelernährung ist seitens des Fachpersonals in Krankenhäusern und Ambulanzen meist mangelhaft. Auf diese Weise lässt sich erklären, wie es dazu kommt, dass jeder dritte bis vierte Patient in deutschen Krankenhäusern – nach den Ergebnissen der deutschen „Malnutrition Study“ von 2006 – mangelernährt ist. Ein ungewollter Gewichtsverlust kann nicht nur zu Mangelernährung, sondern auch zu einer erheblichen Reduktion der Genesungs- und Heilungsprognose im Rahmen der eigentlichen Grunderkrankung führen. Darüber hinaus versterben mehr als 25 % der Krebspatienten nicht an ihrer Grunderkrankung, sondern an den Folgen ihrer körperlichen Auszehrung.
Dabei kann gerade ein gezieltes Ernährungsmanagement dem Gesundheitssystem beträchtliche Kosten einsparen und vor allem die Lebenschancen und die Lebensqualität der Betroffenen verbessern.
Die Lösung für diesen Missstand wäre die Sensibilisierung für die Thematik „Mangelernährung“ und die ernährungsmedizinische Schulung von Fachkräften. Besonders wirksam wären hierfür spezifizierte Ambulanzen mit Experten für klinische Ernährung. Für die eine solche Förderung sind jedoch vonseiten der Krankenkassen keine Gelder eingeplant und auch in den Krankenhäusern wird nur unzureichend gegen die Mangelernährung von Patienten interveniert. Dabei gibt es medizinische Bereiche, in denen Mangelernährung eher die Regel als die Ausnahme ist, wie bei den Krankheitsbildern der gastrointestinalen Krebserkrankungen sowie beim Kurzdarmsyndrom. Vielen dieser mangelernährten Menschen könnte bereits durch eine verbesserte Ernährung geholfen werden.

## Ziele und Aufgaben
Die Stiftung hat zum Ziel, die Lebenszeit und Lebensqualität schwer kranker mangelernährter Menschen zu erhöhen. In erster Linie soll hierfür in Krankenhäusern die Einrichtung von Ernährungsambulanzen oder die Einführung solcher Einrichtungen in Krankenhäusern unterstützt, begleitet und gefördert werden. Dazu zählt auch die Unterstützung bei der Einführung von Verfahren zur frühzeitigen Erkennung und Vermeidung von Unter- und Mangelernährung in Krankenhäusern gemäß den DGEM-Leitlinien. Als Vorbild dient hierbei das Beratungs- und Behandlungszentrum für Ernährungsmedizin am Universitätsklinikum Münster.  Als weiterer Schwerpunkt soll der wissenschaftliche Nachwuchs im Bereich der klinischen Ernährung und Ernährungsmedizin gefördert werden. Darüber hinaus zählt die Aufklärung der Öffentlichkeit über das Problem und die Gefahren der Unter- und Mangelernährung zu den weiteren Leitzielen.

## Projekte und Aktivitäten
Im konzeptionellen Mittelpunkt der Stiftungsarbeit steht der Aufbau von Ernährungsambulanzen. Dabei werden die Stiftungsgelder nicht an Krankenhäuser vergeben, sondern es wird kostenlos qualifiziertes Personal zum Aufbau solcher Ambulanzen zur Verfügung gestellt, welches das Personal vor Ort ernährungsmedizinisch schult und Arbeitsabläufe in den Arbeitsalltag integriert.